# Ferrier (ort)
Ferrier är en ort i Haiti.   Den ligger i departementet Nord-Est, i den nordöstra delen av landet, 130 km norr om huvudstaden Port-au-Prince. Ferrier ligger 18 meter över havet och antalet invånare är 3 804.
Terrängen runt Ferrier är platt. Runt Ferrier är det tätbefolkat, med 297 invånare per kvadratkilometer. Närmaste större samhälle är Fort Liberté, 8,3 km nordväst om Ferrier. Omgivningarna runt Ferrier är en mosaik av jordbruksmark och naturlig växtlighet.